# Stefan Barme
Stefan Barme (* 1966 in Trier) ist ein deutscher Romanist, Sprachwissenschaftler und Übersetzer.

## Leben
Stefan Barme absolvierte von 1990 bis 1996 ein Übersetzerstudium für Portugiesisch und Englisch mit Ergänzungsfach Wirtschaft am Fachbereich Angewandte Sprach- und Kulturwissenschaft der Johannes Gutenberg-Universität Mainz in Germersheim, das er als Diplom-Übersetzer abschloss. Er promovierte 2000 ebenfalls an der Universität Mainz mit einer Arbeit über den Subjektausdruck beim Verb in phonisch-nähesprachlichen Varietäten des europäischen Portugiesisch und Brasilianischen. Seine Dissertation wurde summa cum laude bewertet und mit dem Preis der Johannes Gutenberg-Universität Mainz für eine hervorragende Dissertationsschrift ausgezeichnet. Von 2002 bis 2005 war Barme Dozent in der Übersetzer- und Dolmetscherausbildung in Germersheim und 2007/08 lehrte er Romanische Philologie an der Georg-August-Universität Göttingen. 
Seine Habilitation folgte 2008 an der Universität Trier mit einer Schrift zum Gerundium im innerromanischen Vergleich: Funktion und Vorkommensfrequenz nicht-periphrastischer Gerundialphrasen in graphisch-distanzsprachlichen Texten des Französischen, Italienischen, Portugiesischen, Rumänischen und Spanischen. Von 2008 bis 2010 vertrat er eine Professur für Romanische Sprachwissenschaft an der Universität zu Köln. 2012 erhielt er die Venia legendi für Romanische Philologie (Sprachwissenschaft). 2012 bis 2013 hatte er eine Gastprofessur am Institut für Romanistik der Universität Wien. Seit 2013 ist Barme als selbständiger Autor und Übersetzer tätig.
Zu seinen Forschungs- und Interessenschwerpunkten zählen neben dem Lateinischen, Französischen, Spanischen und Portugiesischen auch die Sprach- und Kulturgeschichte des Mosellandes, insbesondere die lateinisch-moselromanischen Bestandteile in den moselfränkischen Dialekten.

## Bücher
- 1996: Textbezogene Untersuchung zum „gerúndio“ im europäischen Portugiesisch. CELA, Germersheim.
- 2001: Der Subjektausdruck beim Verb in phonisch-nähesprachlichen Varietäten des europäischen Portugiesisch und Brasilianischen. Lang, Frankfurt am Main [Dissertationsschrift].
- 2012: Gesprochenes Französisch. de Gruyter, Berlin u. a.

## Aufsätze in linguistischen Fachbüchern und Fachzeitschriften
- 1998: „Sujeito / objeto explícito vs. não-realização no português brasileiro e europeu“, in: Sybille Große / Klaus Zimmermann (eds.): „Substandard“ e mudança no português do Brasil, Frankfurt / Main: TFM (Biblioteca luso-brasileira; 9), 273-290.
- 2000: „Existe uma língua brasileira? Uma perspectiva tipológica“, in: Iberoromania 51, 1-29.
- 2001: „Das nähesprachliche Brasilianisch: ein neo-romanisches Idiom“, in: Romanistik in Geschichte und Gegenwart 7,1, 81-90.
- 2002a: „Zum futuro do subjuntivo des Brasilianischen“, in: Romanistik in Geschichte und Gegenwart 8,1, 89-98.
- 2002b: „A questão da língua brasileira: uma análise contrastiva do português d’aquém e d’além-mar“, in: Matthias Perl / Klaus Pörtl (eds.): Estudios de lingüística hispanoamericana, brasileña y criolla, Frankfurt / Main et al.: Lang, 169-223.
- 2002c: „Zur Abundanz des Gerundiums im Brasilianischen und lateinamerikanischen Spanisch“, in: Zeitschrift für romanische Philologie 118 (4), 598-612.
- 2003a: „Zum (ibero-)romanischen Ursprung einiger (morpho-)syntaktischer Strukturen des Papiamentu und des español caribeño“, in: Zeitschrift für romanische Philologie 119 (2), 232-255.
- 2003b: „Galicisch – Brasilianisch – lateinamerikanisches Spanisch: Konvergenzen in der Morphosyntax“, in: Zeitschrift für romanische Philologie 119 (4), 578-596.
- 2003c: „Einige Besonderheiten des Portugiesischen in Luxemburg“, in: Romanistik in Geschichte und Gegenwart 9,2, 193-204.
- 2003/2004: „Die Syntax des südosteuropäischen Judenspanisch zwischen iberoromanischem Erbe und Arealkontakten“, in: Balkan-Archiv Neue Folge 28/29, 307-329.
- 2004a: „Syntaktische Gallizismen im modernen südosteuropäischen Judenspanisch“, in: Neue Romania 31 (Judenspanisch VIII), 73-91.
- 2004b: „Zur Etymologie von sp. / pg. moza / moça und rotwelsch / lëtzebuergesch Moß / Moss(e)“, in: Romanistik in Geschichte und Gegenwart 10,1, 83-90.
- 2005a: „A negação no brasileiro falado informal“, in: Zeitschrift für romanische Philologie 121 (3), 405-425.
- 2005b: „Zur Etymologie und Wortgeschichte von pg. cusco / coscuvilheiro und okz. / pg. cascavel“, in: Zeitschrift für romanische Philologie 121 (2), 189-196.
- 2005c: „Zur Etymologie des moselromanischen Reliktwortes Viez ‘Apfelwein’“, in: Romanistik in Geschichte und Gegenwart 11,2, 233-242.
- 2006a: „O Dicionário Houaiss da língua portuguesa: etimologias, datações e brasileirismos“, in: Zeitschrift für romanische Philologie 122 (2), 237-246.
- 2006b: „Ein lateinisch-romanisches Reliktwort der rhein- und moselländischen Germania Romana: Guf(e) ‘Gründling’“, in: Zeitschrift für romanische Philologie 122 (4), 605-612.
- 2006c: „Von kneifenden Hirschkäfern und ambrosischen Himbeeren: Notizen zu einigen moselromanischen Reliktwörtern“, in: Zeitschrift für romanische Philologie 122 (3), 363-379.
- 2007: „Los galicismos léxicos y sintácticos del español cubano“, in: Leonel Ruiz Miyares et al. (edd.): Actas del X Simposio Internacional de Comunicación Social (Santiago de Cuba, 22-26 de enero del 2007), vol. 1, Santiago de Cuba: Centro de Lingüística Aplicada, 394-397.
- 2008a: „Il gerundio attributivo: una lacuna nella descrizione del gerundio italiano“, in: Zeitschrift für Romanische Sprachen und ihre Didaktik 2,1, 107-118.
- 2008b: „Latein – Vulgärlatein – Moselromanisch: zur Sprache der frühchristlichen Grabinschriften im Raum Trier“, in: Zeitschrift für romanische Philologie 124 (1), 15-30.
- 2008c: „The indirect address construction in Papiamentu and its origin“, in: Nicholas Faraclas / Ronnie Severing / Christa Weijer (edd.): Linguistic studies on Papiamentu, Willemstad: Fundashon pa Planifikashon di Idioma, 7-25.
- 2009a: „Der Spatz der Aphrodite: nochmals zur Etymologie und Wortgeschichte von pg./sp. moça/moza und mslfrk. Muss (‘Mädchen; Frau’)“, in: Zeitschrift für romanische Philologie 125 (1), 31-44.
- 2009b: „Zur Verwendung der Subjektpersonalpronomina in der rumänischen Zeitungssprache“, in: Zeitschrift für romanische Philologie 125 (1), 138-144.
- 2009c: „Zur Lautung des Portugiesischen und Brasilianischen“, in: Zeitschrift für romanische Philologie 125 (2), 319-323.
- 2010a: „El origen del pronombre personal sujeto nan del papiamentu: materia ibero-románica, fonética africana“, in: Maria Iliescu / Heidi Siller-Runggaldier / Paul Danler (edd.): Actes du XXVème Congrès International de Linguistique et de Philologie Romanes (3-8 septembre 2007, Innsbruck), vol. VII, Berlin / New York: de Gruyter, 303-310.
- 2010b: „Je vois Paul qui travaille: zum Ursprung des prädikativen Relativsatzes der romanischen Sprachen“, in: Romanistik in Geschichte und Gegenwart 16,1, 15-40.
- 2011a: „Petit déj sympa à huit heures du mat: zur Wortkürzung im Französischen und Deutschen“, in: Romanistik in Geschichte und Gegenwart 17,1, 35-55.
- 2011b: „Sertanejo não sabe chorar: zum Nullartikel bei Nominalphrasen mit Subjektfunktion im Brasilianischen“, in: Zeitschrift für romanische Philologie 127 (1), 162-171.
- 2011c: „Zur Etymologie des karibischen Toponyms Aruba“, in: Romanistik in Geschichte und Gegenwart 17,1, 121-125.
- 2011d: „Zur Verwendung des Pronomens ello im dominikanischen Spanisch“, in: Zeitschrift für romanische Philologie 127 (2), 352-359.
- 2011e: „Zur Etymologie von pg. ardina (‘Zeitungsjunge’)“, in: Zeitschrift für romanische Philologie 127 (3), 552-555.
- 2011f: „Zur Etymologie und Wortgeschichte von sp. criollo und pg. crioulo“, in: Zeitschrift für romanische Philologie 127 (4), 612-618.
- 2012a: „Zur Textpräsenz der zusammengesetzten -ant-Formen im hexagonalen Gegenwartsfranzösisch: participe composé, participe surcomposé und gérondif composé“, in: Zeitschrift für romanische Philologie 128 (1), 134-143.
- 2012b: „Der Apfel fällt nicht weit vom Stamm: zur Romanität der ibero-romanischen Kreolsprachen“ in: Zeitschrift für romanische Philologie 128 (2), 234-258.

## Weitere (nicht-wissenschaftliche) Publikationen
- Nacktarsch, Viez und Ledertanga: Ausflüge in die Kulturgeschichte des Mosellandes Stephan Moll Verlag, Burg Ramstein, 2012, ISBN 978-3-940760-37-1